# María Blanchard
Pour les articles homonymes, voir Blanchard.
María Blanchard, née le 6 mars 1881 à Santander et morte à Paris le 5 avril 1932, est une artiste peintre espagnole de la Première École de Paris, cubiste puis post-cubiste.

## Milieu familial
María Blanchard naît à Santander d'un père espagnol journaliste (Enrique Gutiérrez Cueto) et d'une mère franco-polonaise (Concepción Blanchard Santisteban). Elle est la sœur cadette d'Aurelia Gutiérrez-Cueto Blanchard, pédagogue assassinée par les nationalistes au début de la guerre d'Espagne, et la cousine de la future députée Matilde de la Torre, de l'écrivaine féministe Concha Espina et du peintre Germán Cueto.
À la suite d’une chute de sa mère ou de sa nourrice, María Blanchard souffre d’une grave cypho-scoliose : elle était bossue et souffrira toute sa vie de son physique ingrat.  
Paul Claudel parle ainsi d’elle comme d’une « peintresse espagnole effroyablement bossue avec une tignasse étrange qui lui retombe sur les yeux ». C'est son père qui lui transmet le goût de la peinture. Lorsqu'il meurt en 1904, la famille endeuillée s’installe à Madrid ; la jeune peintre y étudie et présente ses premières œuvres, encore académiques (Gitane, Les Premiers pas). 

## Première étape
En 1909, elle obtient une bourse pour poursuivre sa formation à Paris. A l’Académie Vitti, ses maîtres Anglada Camarasa et Kees van Dongen, proches du fauvisme, lui transmettent le goût des couleurs vives. Elle voyage en Belgique et Angleterre avec deux grands amis peintres : le couple Diego Rivera et Angelina Beloff. En 1910, son œuvre Nymphes enchaînant Silène lui vaut la seconde médaille à l'Exposition nationale, et plus tard l’admiration de Federico García Lorca quand il la découvrira chez Concha Espina.
La Première Guerre mondiale l’oblige à rentrer un temps en Espagne, son pays qu'elle n'aime plus. Elle enseigne quelques mois à Salamanque. Surtout, à Madrid, où elle partage un atelier avec Rivera, elle se joint à la tertulia de Ramón Gómez de la Serna au Café de Pombo, comme de nombreux « Parnassois » exilés, tels Marie Laurencin, Sonia Delaunay et Foujita. En mars 1915, Gómez de la Serna inclut María Blanchard dans l’exposition des « peintres intègres », qui fait découvrir le cubisme au public espagnol.

## Étape cubiste
En 1916, la peintre retourne définitivement à Paris. Liée à Jean Metzinger, André Lhote, Juan Gris ou encore Jacques Lipchitz, elle y vit l’aventure cubiste et expose à L'Effort Moderne, la galerie de Léonce Rosenberg. Elle développe l'esthétique cubiste de façon originale, en donnant à la figure humaine une place inhabituelle dans le cubisme classique. D'après Cécile Debray, certaines de ses œuvres de cette époque auraient ainsi influencé La Fillette au cerceau (1919), de Pablo Picasso.  

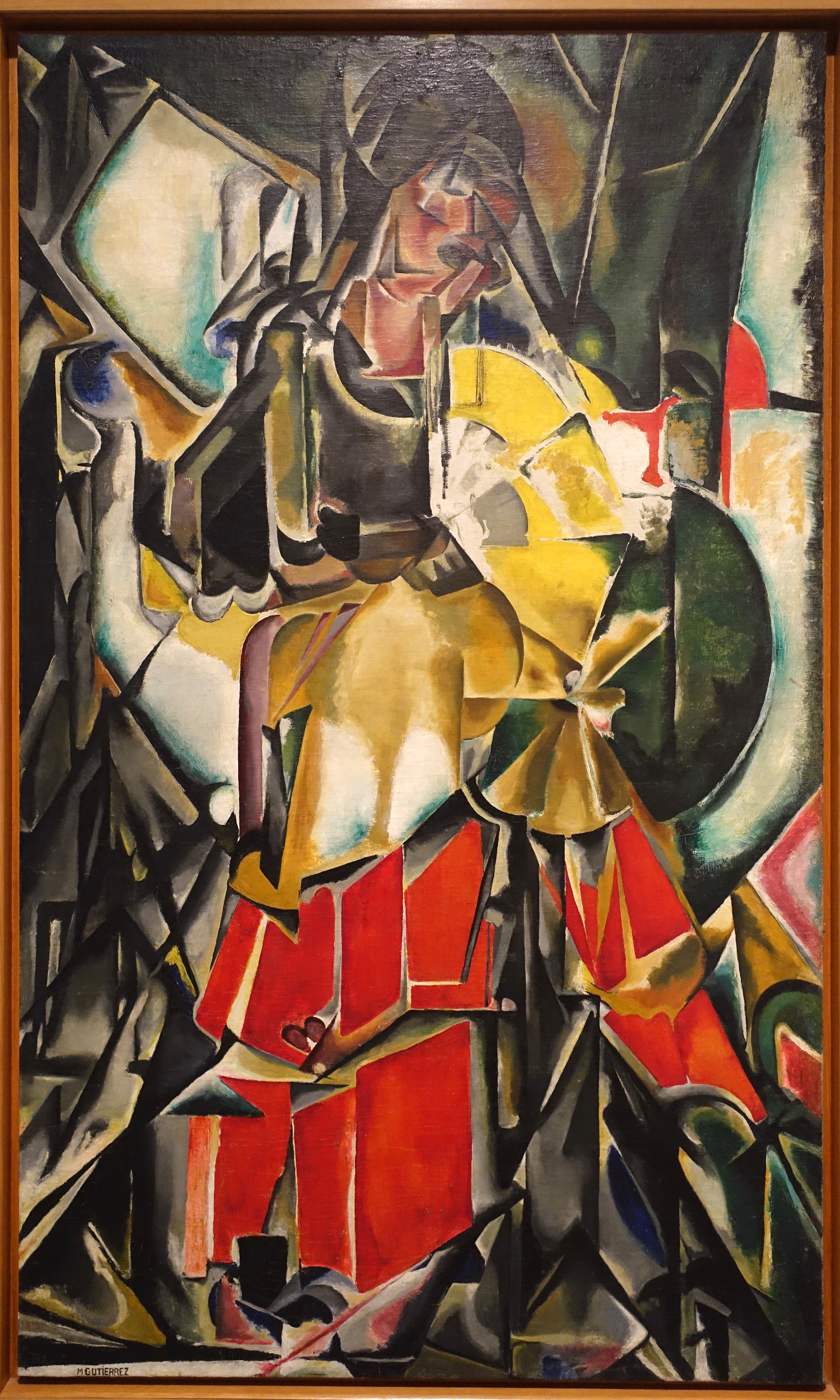
Femme à l'éventail (1916), Madrid, Musée Reina Sofía.
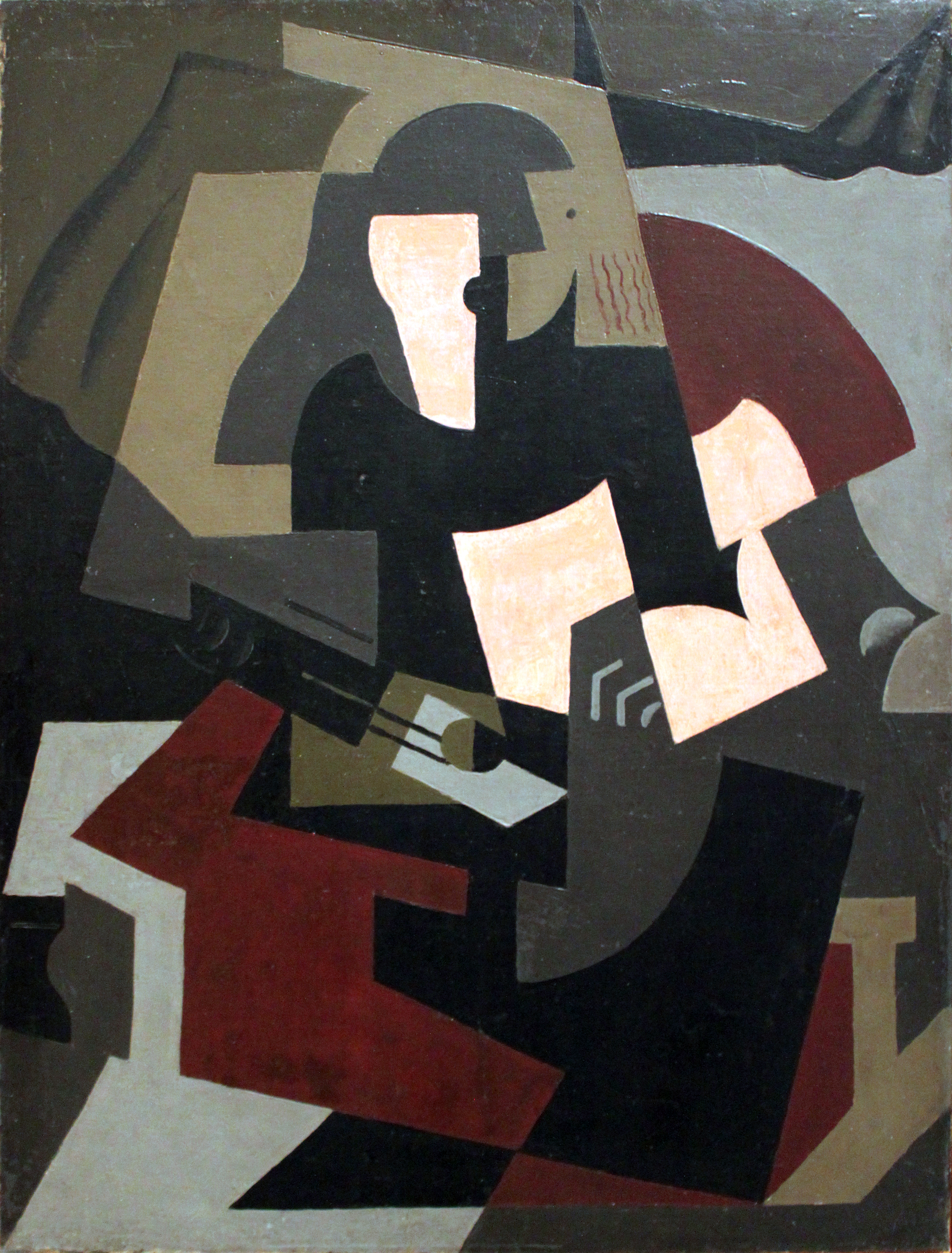
Femme à la guitare (1917), Madrid, Musée Reina Sofía.
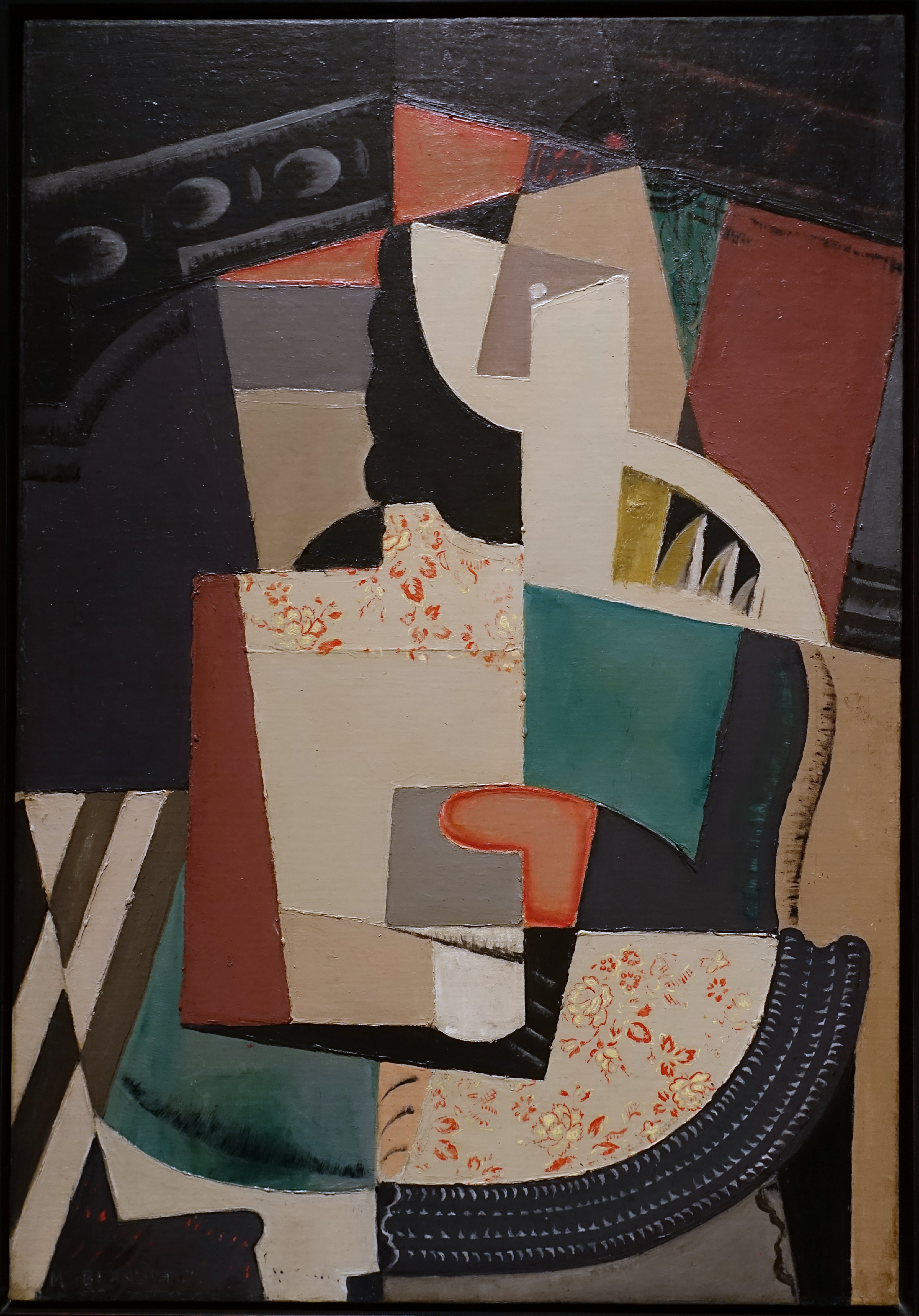
Femme assise (1917), Dallas, Meadows Museum.
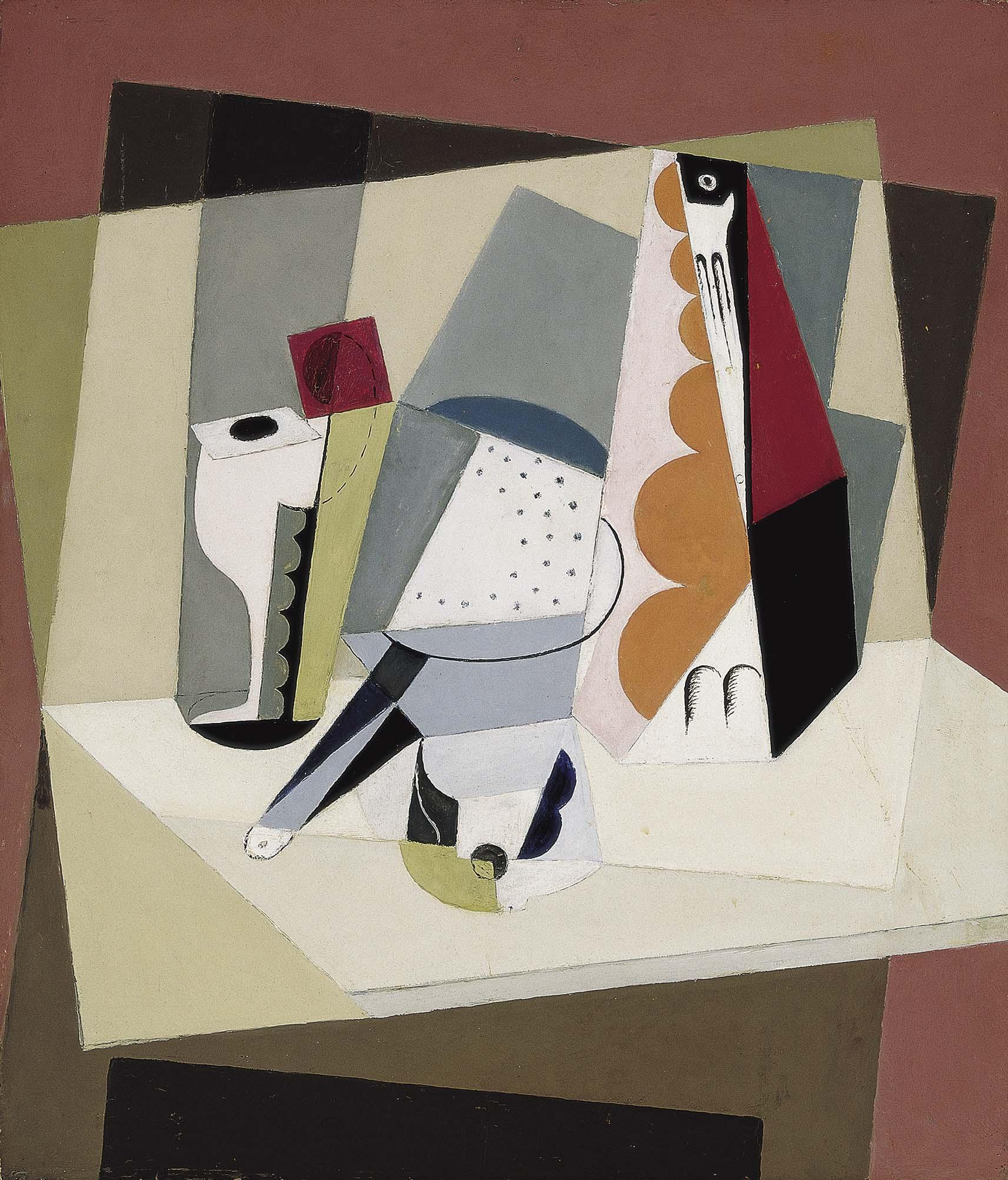
Nature morte cubiste (1917), Madrid, Musée Reina Sofía.
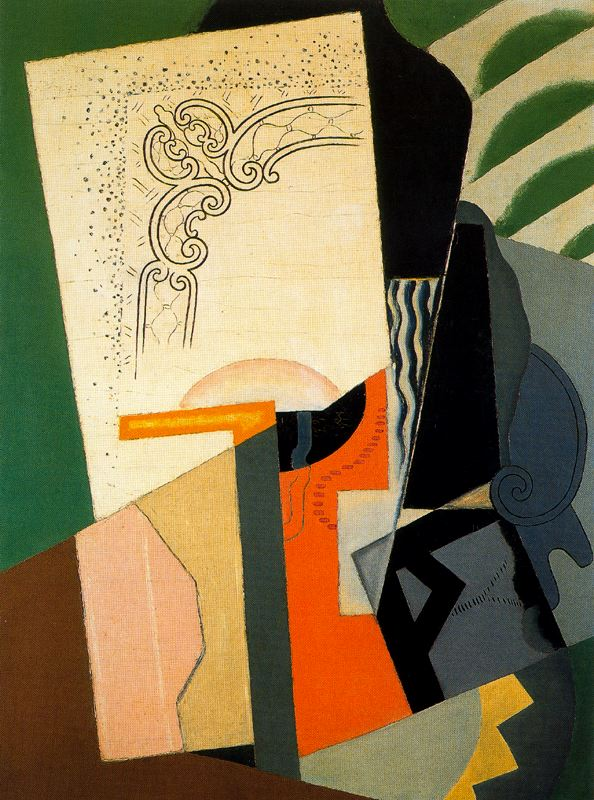
Composition cubiste (1919), Madrid, Musée Reina Sofía.

## Étape post-cubiste

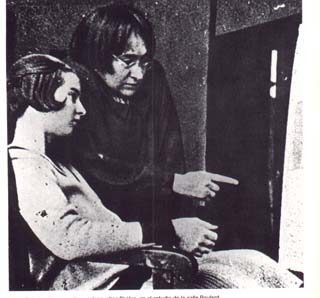
María Blanchard et Jacqueline Rivière, son élève.

Accompagnant le « retour à l'ordre » de l'entre-deux-guerres, María Blanchard revient à la figuration à partir de La Communiante, exposé en 1920 au Salon des Indépendants. Ses tableaux, toujours centrés autour de la figure humaine (enfants ou intimité familiale) et conservant des traits anguleux, se caractérisent désormais par leur expressivité outrée et leurs couleurs originales, métalliques, aux contrastes nacrés. Elle n’a qu’une élève, Jacqueline Rivière, fille de ses amis Jacques et Isabelle (photo plus haut). Elle expose surtout en Belgique, et traverse de longues périodes de problèmes économiques, aggravés par la charge de sa sœur et des enfants de celle-ci. Devenue pieuse dans ses dernières années, elle songe à entrer au couvent, avant de mourir de tuberculose en 1932. Elle est enterrée au cimetière parisien de Bagneux dans la 88e division.

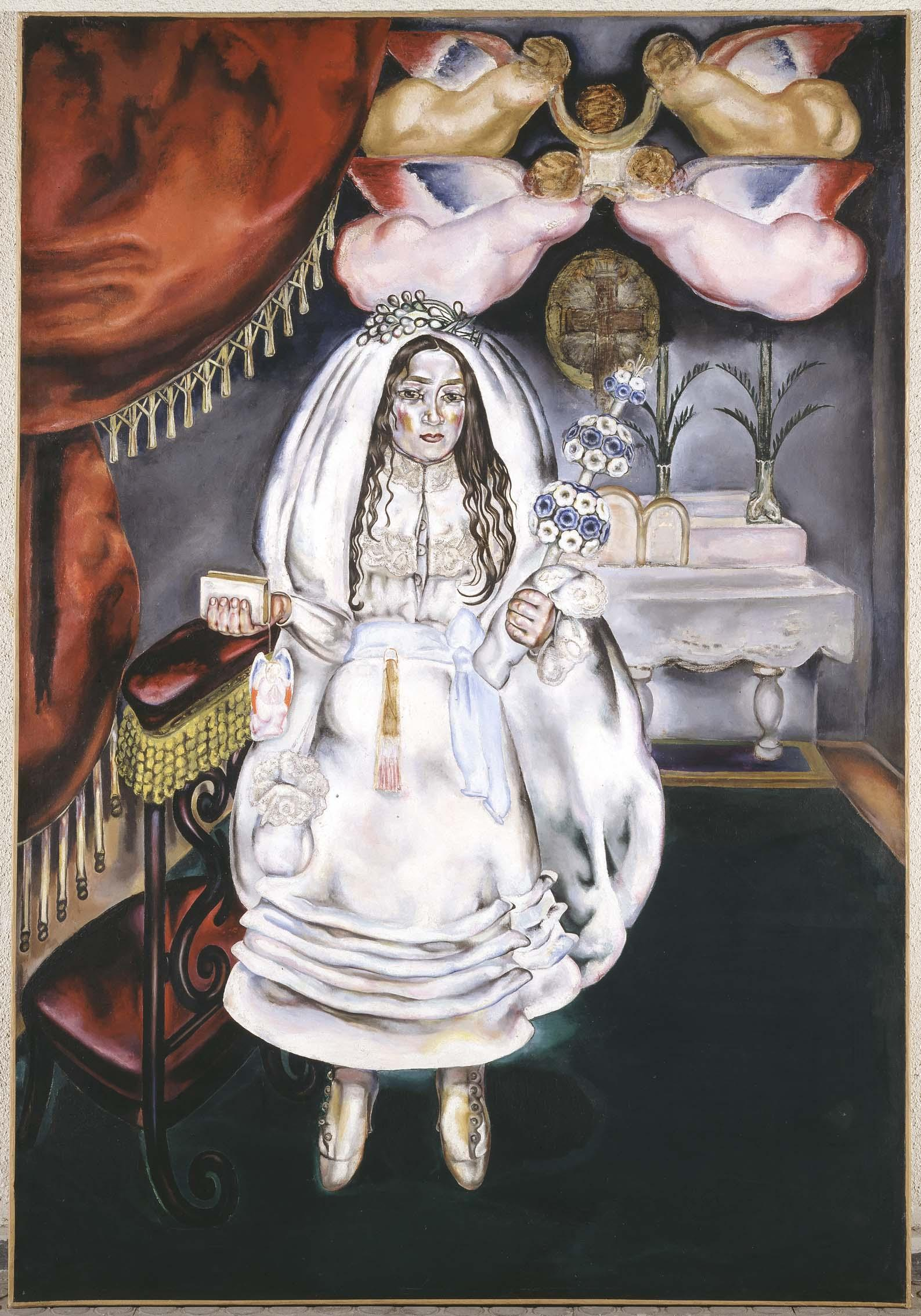
La Communiante (1914-1920), Madrid, Musée Reina Sofía.
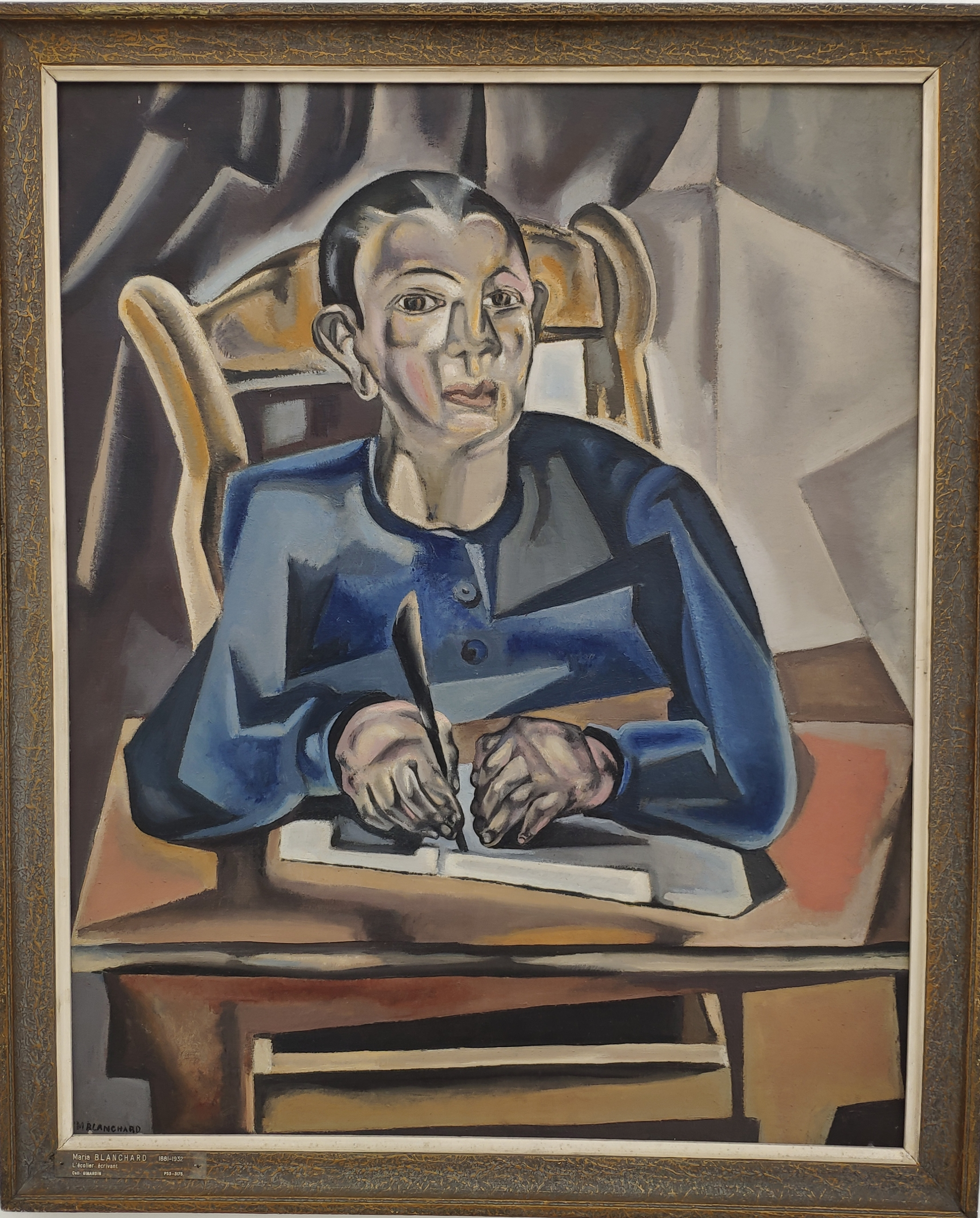
L’Écolier écrivant (1920), Paris, musée d'Art moderne.
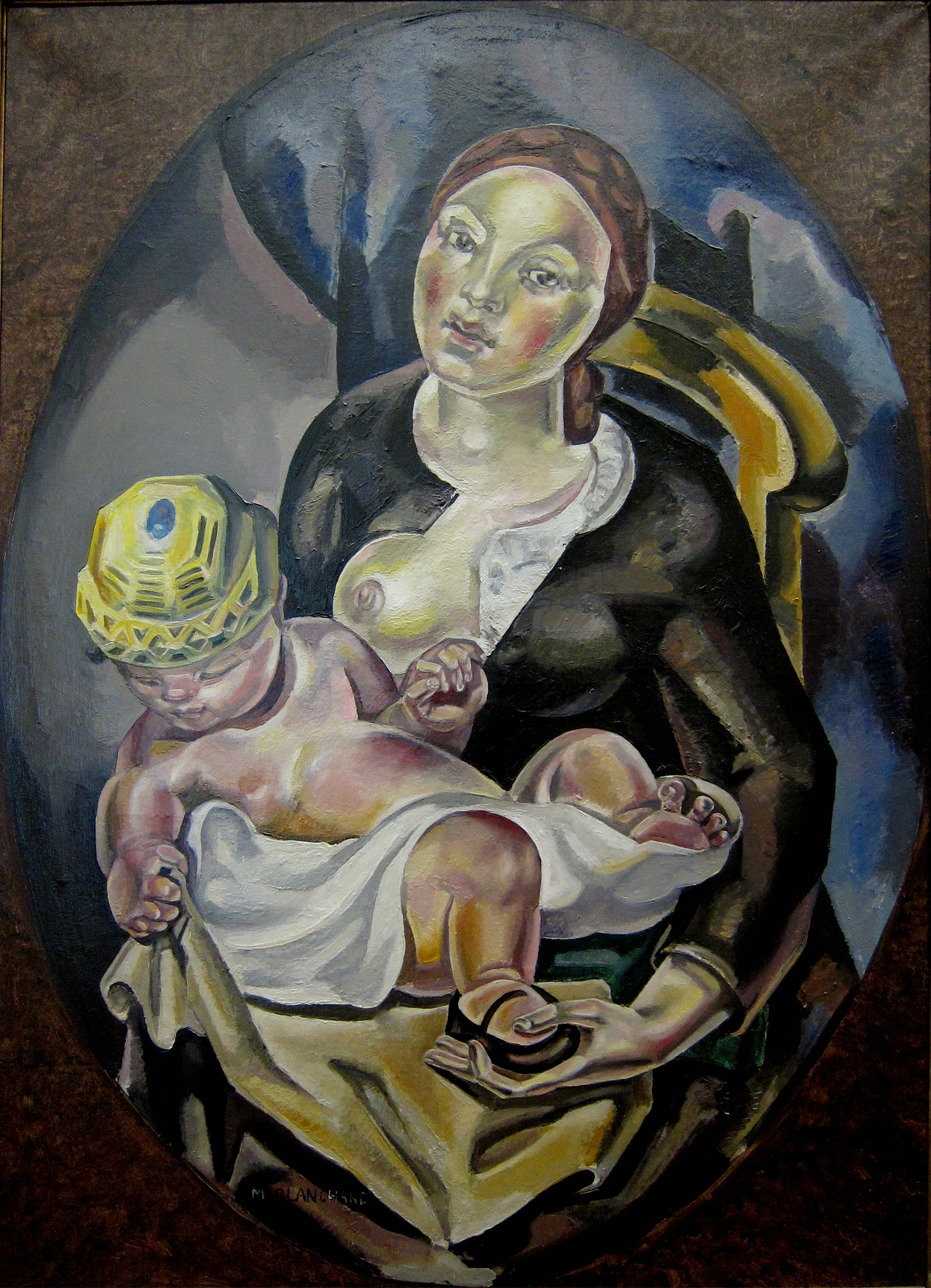
Maternité (1924), Roubaix, La Piscine.
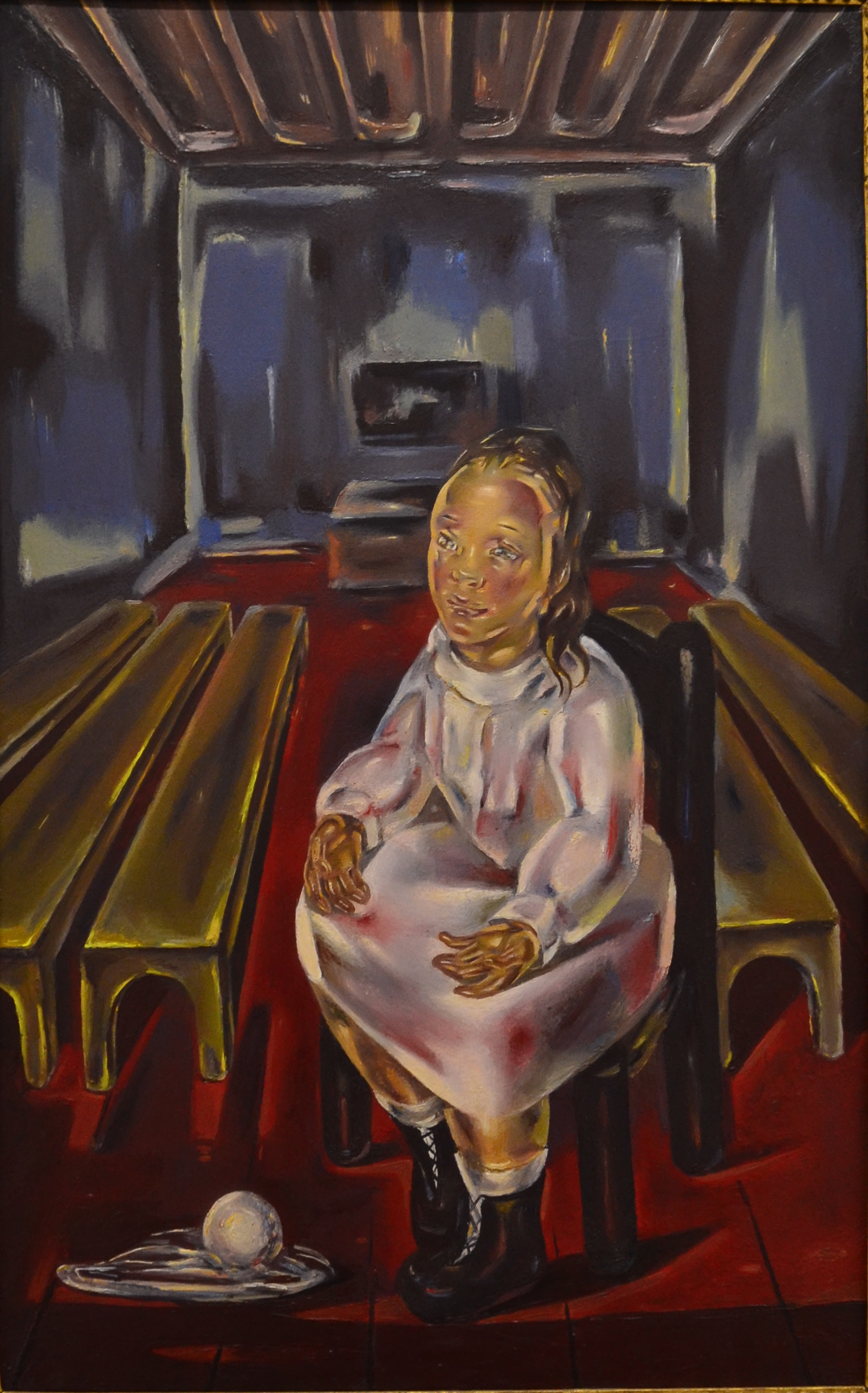
Fillette assise (1925), Lyon, Musée des Beaux-Arts.
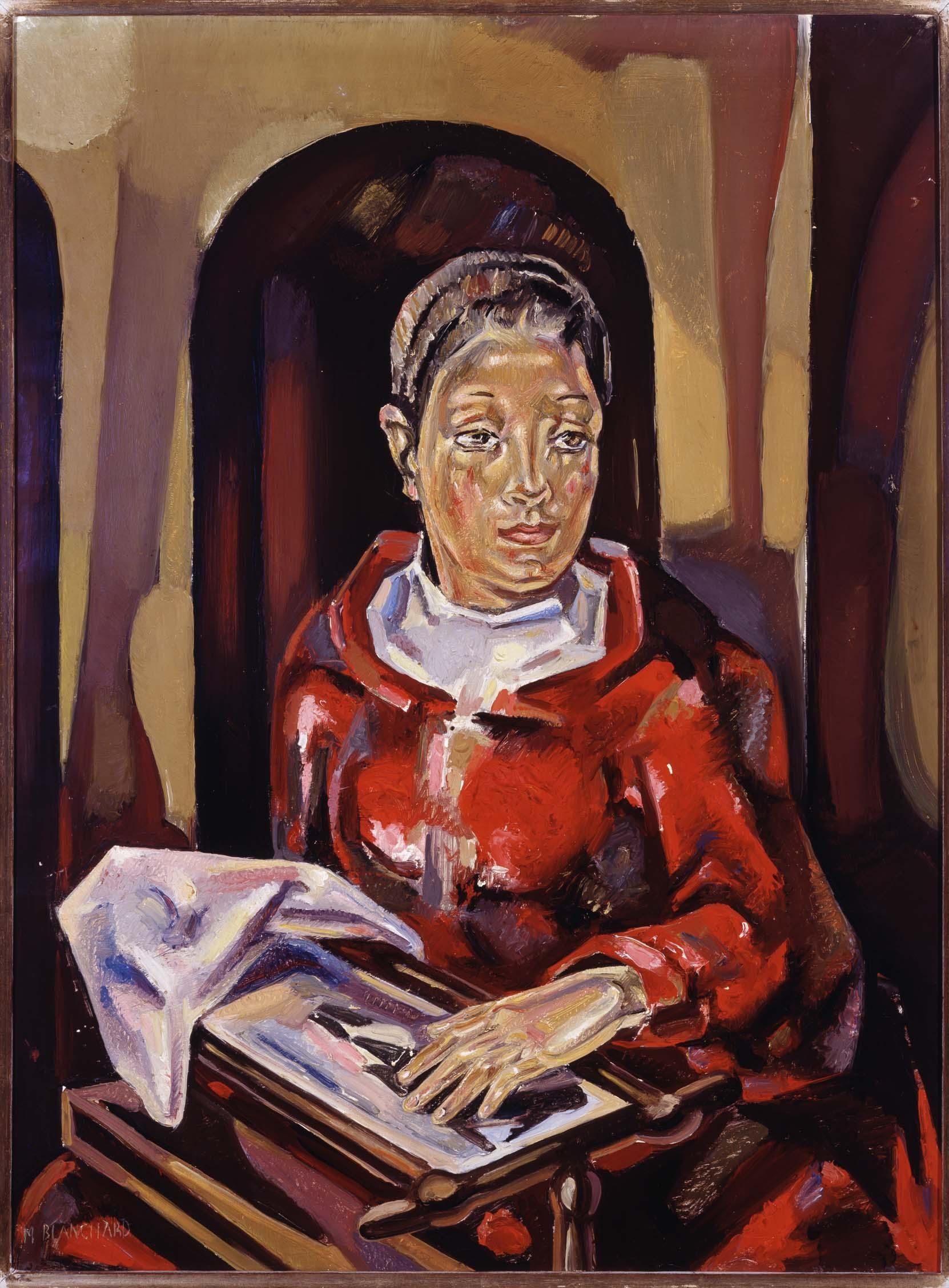
La Brodeuse (1926), Madrid, Musée Reina Sofía.
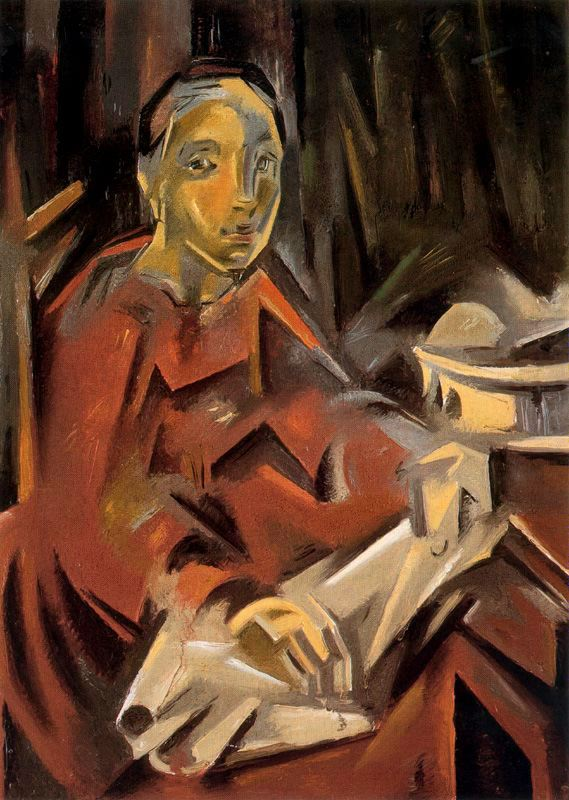
Femme assise (1928), Bilbao, Musée des Beaux-Arts.

## Postérité
Dans son catalogue raisonné publié entre 1992 et 2007, Liliane Caffin Madaule présente María Blanchard comme la plus importante peintre femme à la fois du cubisme et de l'art espagnol du XXe siècle. Malgré une carrière essentiellement parisienne et une bonne représentation dans les collections françaises, elle est aujourd'hui surtout connue et célébrée en Espagne, avec de récentes expositions rétrospectives au MAS de Santander en 2008 et au Musée Reina Sofía de Madrid en 2012-2013.

## Œuvres dans les collections publiques
Belgique
- Bruxelles, musée royal d'Art moderne : 1923 L’Enfant au ballon.

Espagne
- Madrid, musée du Prado : 1922-23 La Boulonnaise[12].
- Madrid, musée national centre d'art Reina Sofía :
  - 1916 Femme à l'éventail ;
  - 1916-1919 Composition cubiste ;
  - 1917 Nature mort cubiste ;
  - 1917 Femme à la guitare ;
  - 1919 Nature mort cubiste ;
  - 1914-1920 La Communiante ;
  - 1926 La Convalescente ;
  - 1926 La Brodeuse ;
  - 1929 La Bretonne.
- Santander, musée d'art moderne et contemporain :
  - 1906 Gitane ;
  - 1915 Femme en robe rouge ;
  - 1925 Tête d'enfant ;
  - 1926 Jeune homme lisant ;
  - 1927-1929 Nature morte ;
  - 1928 Le Déjeuner en famille ;
  - 1929 Le Goûter.
- Oviedo, musée des beaux-arts des Asturies : 1918 Nature morte.
- Bilbao, musée des beaux-arts : 1928 Femme assise.

France
- Grenoble, musée : 1925 L’Enfant au ballon.
- Lyon, musée des Beaux-Arts : 1925 Fillette assise dans la salle aux bancs.
- Nantes, musée d'Arts : 1922 La Liseuse aux cheveux blancs[13].
- Paris, musée national d'Art moderne :
  - 1917 L’Enfant au cerceau ;
  - 1920 Nature morte aux bananes ;
  - 1925 L’Enfant à la glace .
- Paris, musée d'Art moderne :
  - 1919 Nature morte aux journaux ;
  - 1920 L’Écolier écrivant ;
  - 1921 La Lessive ;
  - 1923 Les Deux Orphelines ;
  - 1924 La Gourmandise ;
  - 1925 Le Vannier ;
  - 1926 Fillette en noir et rose ;
  - 1929 Petite fille lisant ;
  - 1929 Fillette endormie.
- Poitiers, Musée Sainte-Croix (acquisition 2022)[14],
- Roubaix, La Piscine, musée d'Art et d'Industrie : 1924 Maternité.
- Troyes, au musée d'Art moderne de Troyes, deux toiles.

Royaume-Uni
- Londres, Courtauld Institute : 1924 Jeune Fille à la fenêtre ouverte, pastel sur papier[15].

Suisse
- Genève, musée du Petit Palais : 1928 Le Mal de dents.

### Source
- (es) « Laura Brasstein Martín », notice biographique sur homines.com.